# 24-Stunden-Rennen von Le Mans 1978

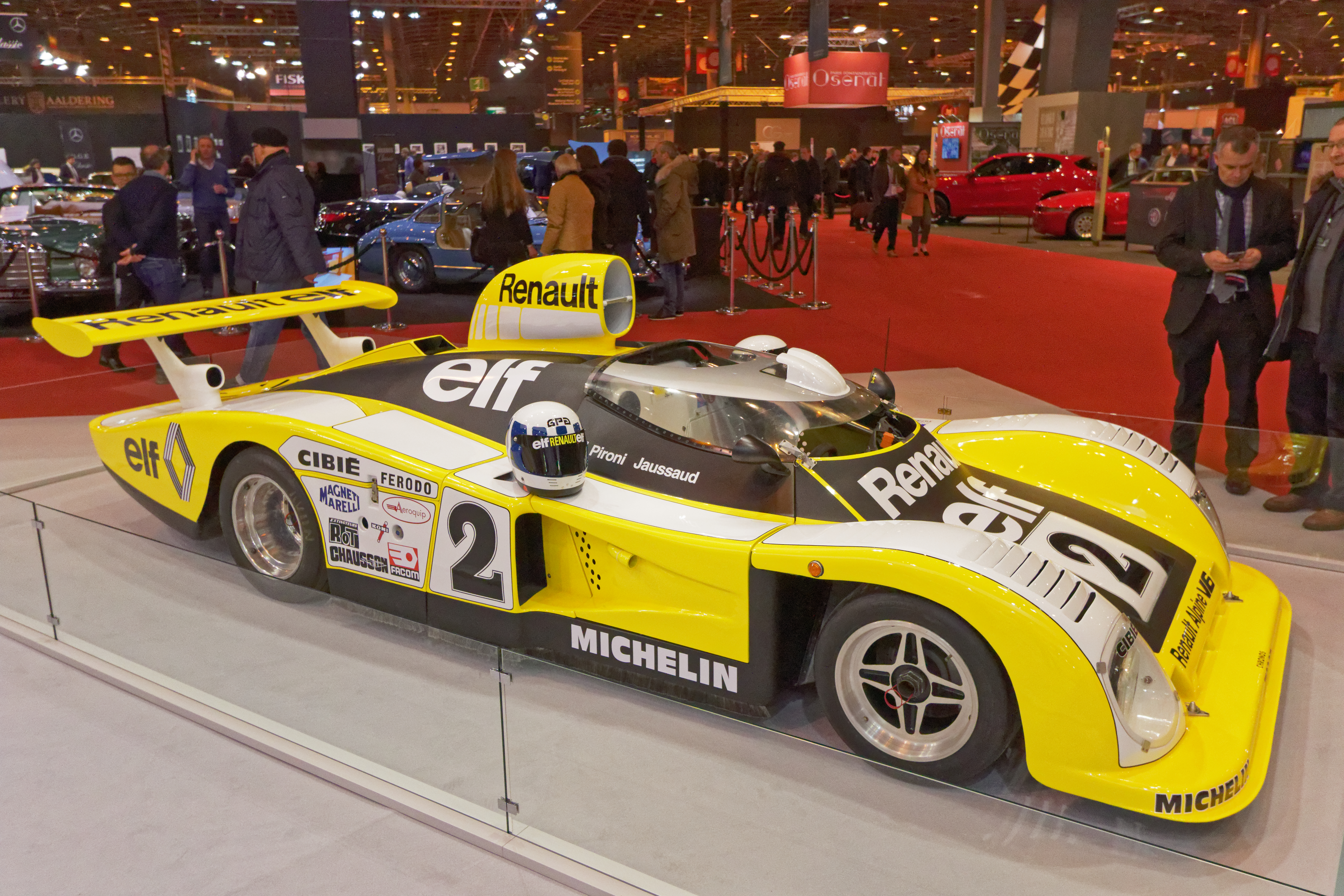
Alpine A442B, Sieger wagen von Didier Pironi und Jean-Pierre Jaussaud

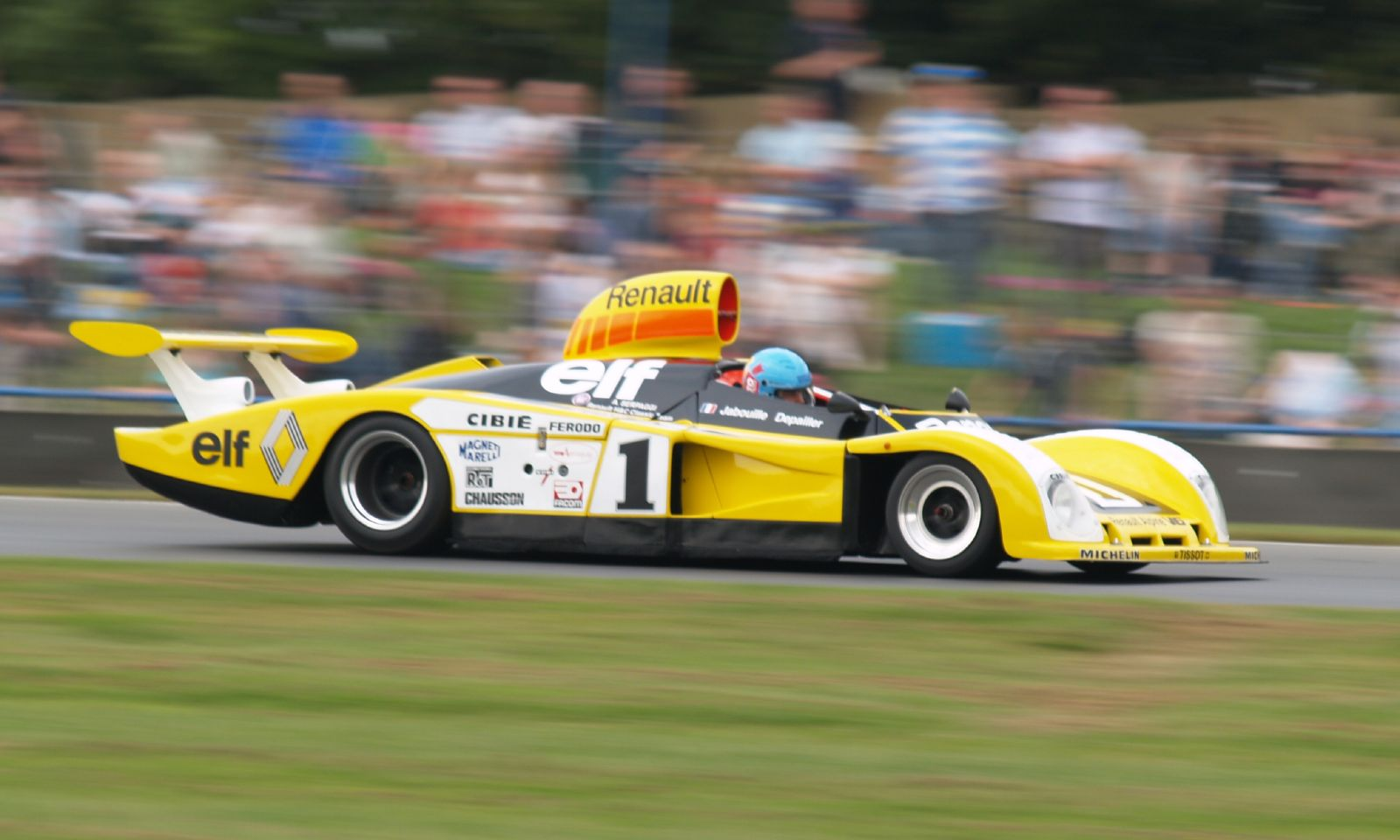
Der Alpine A443 mit der Startnummer 1, hier bei einer Demonstrationsrunde 2007 in Donington. Jean-Pierre Jabouille und Patrick Depailler schieden mit dem Wagen nach 279 Runden durch Motorschaden aus

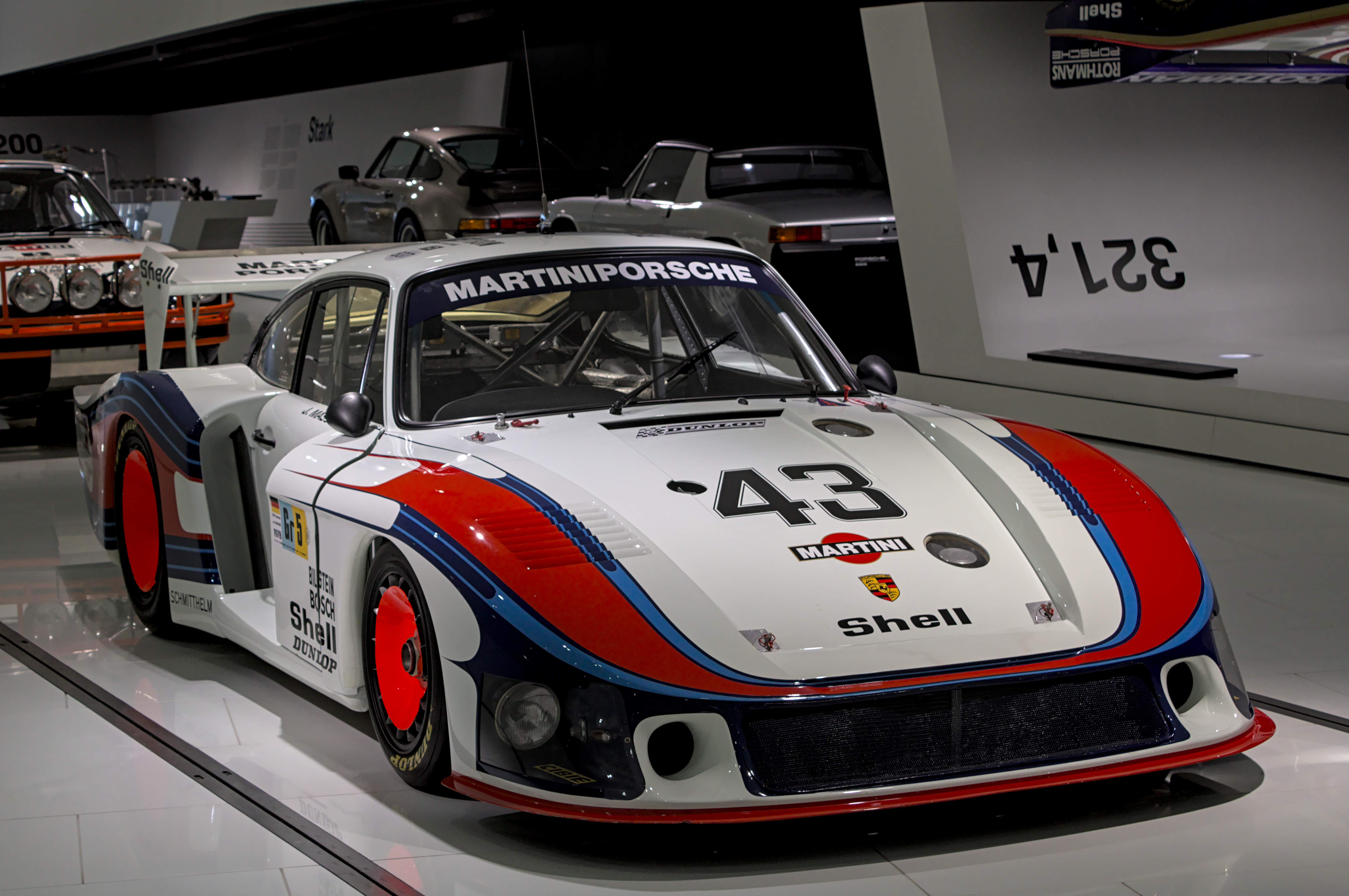
Porsche 935/78 Moby Dick, gefahren von Manfred Schurti und Rolf Stommelen

Das 46. 24-Stunden-Rennen von Le Mans, der 46e Grand Prix d’Endurance les 24 Heures du Mans, auch 24 Heures du Mans, Circuit de la Sarthe, Le Mans, fand vom 10. bis 11. Juni 1978 auf dem Circuit des 24 Heures statt.

## Vor dem Rennen
Das 24-Stunden-Rennen des Jahres 1978 ähnelte in vielem der Veranstaltung aus dem Vorjahr. Wieder kam es zum sportlichen Wettbewerb zwischen den Werksmannschaften von Renault und Porsche. Obwohl von den 55 am Start stehenden Rennwagen 31 den Markennamen Porsche trugen, gab es ein buntes Starterfeld und eine Vielzahl an bemerkenswerten Konstruktionen.

### Teams und Rennfahrzeuge
Renault brachte einen Alpine A443 und drei Alpine A442 in unterschiedlichen Konfigurationen nach Le Mans. Allen vier Fahrzeugen gemein waren die 2-Liter-6-Zylinder-Turbomotoren und die Radialreifen von Michelin. Der A442B von Jean-Pierre Jaussaud und Didier Pironi hatte ein offenes Glasdach aus Acryl, das dem Wagen auf den langen Geraden eine 10 km/h höhere Endgeschwindigkeit als bei der Version ohne Dach gab. Die A442 erreichten am Ende der Les-Hunaudières-Geraden vor der Mulsanne eine Geschwindigkeit von 365 km/h; der A443 war noch um 15 km/h schneller. Den A443 fuhren Patrick Depailler und Jean-Pierre Jabouille, den A442A Derek Bell und Jean-Pierre Jarier. Der zweite A442A wurde offiziell von Ecurie Calberson eingesetzt und betreut. Als Fahrer waren José Dolhem, Guy Fréquelin und Jean Ragnotti verpflichtet worden.
Trotz der hohen Endgeschwindigkeit der Alpine hatte Porsche das schnellere Fahrzeug für eine Runde. Drei 936 wurden nach Le Mans gebracht. Jacky Ickx fuhr im 936/78 im Training mit 3:27,060 Minuten die schnellste Rundenzeit. Er teilte sich das Cockpit wie im Vorjahr mit Henri Pescarolo. Ickx hatte das Rennen bereits viermal gewonnen und war damit neben seinem Landsmann Olivier Gendebien Rekordsieger. Pescarolo war dreimal Sieger in Le Mans. Die von Ickx gefahrene Zeit entsprach einer Durchschnittsgeschwindigkeit von 236,561 km/h. Den zweiten 936/78 pilotierten Bob Wollek und Jürgen Barth. Im Vorjahresmodell, dem 936/77, saßen die beiden US-Amerikaner Peter Gregg und Hurley Haywood. Der vierte Porsche-Werkswagen war ein Porsche 935, den Manfred Schurti und Rolf Stommelen fuhren. Ersatzfahrer waren Reinhold Joest und Jochen Mass.
John Horsman organisierte erneut die finanziellen Mittel, um ein neues Rennfahrzeug für Le Mans entwickeln zu können. Wie die GR8 aus dem Vorjahr hatten die M9 den 2-Liter-Renault-Turbomotor im Heck. Die Fahrer waren Jacques Laffite, Michel Leclère, Sam Posey und Vern Schuppan.
Alain de Cadenet hatte bei Lola einen neuen Sportwagen bauen lassen, den er sich mit Chris Craft teilte. Den Vorjahreswagen gab de Cadenet an Simon Philipps Racing ab. Erstmals war der französische Rennfahrer und Konstrukteur Jean Rondeau in Le Mans mit einer Eigenkreation am Start. Der M378 hatte eine geschlossene Karosserie, einen 3-Liter-Cosworth-V8-Motor und wurde – neben Rondeau selbst – von Jacky Haran und dem Rallye-Piloten Bernard Darniche gefahren.
Eine der auffälligsten Konstruktionen war der Ibec-Hesketh 308LM, den Harvey Postlethwaite entworfen hatte und dessen Chassis auf dem Formel-1-Hesketh 308 von Hesketh Racing beruhte.
Gerard Welter brachte neben dem WM P76 auch den neuen WM P78 nach Le Mans. Beide Typen wurden von einem Peugeot-2,7-Liter-Turbomotor angetrieben.
Das Gros der Starter bei den GT-Wagen stellte Porsche mit den 935ern, dazu kamen fünf Ferrari 512 BB, unter anderem gemeldet vom North American Racing Team und einige Porsche 934. Das einzige Fahrzeug aus den USA war ein Chevrolet Monza.

## Das Rennen
Erstmals gab es in Le Mans ein Rennen vor dem Rennen. Samstagvormittag fuhren historische Fahrzeuge vor der eigentlichen Veranstaltung. Stirling Moss feierte dabei seinen ersten Le-Mans-Sieg. Sein Rennfahrzeug, ein Monoposto-Maserati 250F, war jedoch nie bei einem Langstreckenrennen am Start gewesen. Unter dem Pseudonym Beurlys war auch Jean Blaton am Start, der in den 1960er-Jahren zu den besten Sportwagenpiloten der Welt gehörte. Viermal hatte sich Blaton, Onkel der Ehefrau von Jacky Ickx, unter den ersten drei in Le Mans platziert, aber nie das Rennen gewonnen.

### Der Rennverlauf
Obwohl Jacky Ickx von der Pole-Position aus ins Rennen ging, machte sich in der Porsche-Box schon nach wenigen Runden Frustration breit. Der Wagen von Ickx und das Haywood/Gregg-Fahrzeug standen mit Getriebeproblemen an der Box und verloren wertvolle Zeit auf die nunmehr in Führung gehenden Alpine-Renaults. In den ersten Rennstunden gab es eine stabile Dreifachführung für Renault, mit dem Jassaud/Pironi-Wagen an der Spitze. Nur der Barth/Wollek-Porsche konnte das Tempo des Trios annähernd mitfahren. Als Henri Pescarolo erneut zu einer langen Reparatur an die Box kam, wurde Jacky Ickx wie im Jahr davor in ein anderes Auto umgesetzt: Er kam zu Jürgen Barth und Bob Wollek ins Team. Seinen Platz als Partner von Pescarolo übernahm Jochen Mass, der mit dem 936 nach 255 gefahrenen Runden einen Unfall hatte und ausschied.
Wie im Vorjahr brachte Ickx den Porsche zurück an die Spitze, bis am Sonntagvormittag der fünfte Gang brach. Inzwischen führten Jean-Pierre Jabouille und Patrick Depailler, als auch Renault Schwierigkeiten bekam. Der Jaussaud/Pironi-Wagen hatte ebenfalls Getriebeprobleme und fiel auf den dritten Rang zurück. Jean-Pierre Jabouille schied schließlich mit Motorschaden aus; aber dank der anhaltenden Probleme mit dem Porsche-Getriebe im Ickx-Wagen siegten am Ende Jean-Pierre Jaussaud und Didier Pironi sicher mit fünf Runden Vorsprung.
Es war der erste Gesamtsieg für Renault in Le Mans. Der Staatskonzern hatte damit sein großes Ziel erreicht und stellte Ende des Jahres das Sportwagenprogramm ein.

## Ergebnisse

### Piloten nach Nationen
| 71 Franzosen      | 25 Briten     | 19 US-Amerikaner | 16 Schweizer   | 14 Deutsche    |
| 6 Belgier         | 3 Brasilianer | 2 Australier     | 1 Italiener    | 1 Ire          |
| 1 Liechtensteiner | 1 Luxemburger | 1 Marokkaner     | 1 Niederländer | 1 Österreicher |
| 1 Südafrikaner    |               |                  |                |                |

### Schlussklassement
| Pos.               | Klasse    | Nr. | Team                                     | Fahrer                                                             | Chassis                 | Motor                              | Reifen | Runden |
| ------------------ | --------- | --- | ---------------------------------------- | ------------------------------------------------------------------ | ----------------------- | ---------------------------------- | ------ | ------ |
| 1                  | S +2.0    | 2   | Renault Sport                            | Didier Pironi Jean-Pierre Jaussaud                                 | Renault Alpine A442B    | Renault 2.0L Turbo V6              | M      | 369    |
| 2                  | S +2.0    | 6   | Martini Racing Porsche System            | Bob Wollek Jürgen Barth Jacky Ickx                                 | Porsche 936/78          | Porsche Type-935 2.1L Turbo Flat-6 | D      | 364    |
| 3                  | S +2.0    | 7   | Martini Racing Porsche System            | Hurley Haywood Peter Gregg Reinhold Joest                          | Porsche 936/77          | Porsche Type-935 2.1L Turbo Flat-6 | D      | 362    |
| 4                  | S +2.0    | 4   | Equipe Renault Elf Sport Calberson       | Guy Fréquelin Jean Ragnotti José Dolhem Jean-Pierre Jabouille      | Renault Alpine A442A    | Renault 2.0L Turbo V6              | M      | 358    |
| 5                  | IMSA +2.5 | 90  | Dick Barbour Racing                      | Brian Redman Dick Barbour John Paul senior                         | Porsche 935/77          | Porsche Type-935 3.0L Turbo Flat-6 | G      | 337    |
| 6                  | Gr.5 +2.0 | 44  | Porsche Kremer Racing                    | Jim Busby Chris Cord Rick Knoop                                    | Porsche 935/77          | Porsche Type-935 3.0L Turbo Flat-6 | G      | 336    |
| 7                  | Gr.5 +2.0 | 41  | Mondelo ASA Cachia                       | Alfredo Guarana Paulo Gomes Mário Amaral                           | Porsche 935/77          | Porsche Type-935 3.0L Turbo Flat-6 | G      | 329    |
| 8                  | Gr.5 +2.0 | 43  | Martini Racing Porsche System            | Manfred Schurti Rolf Stommelen                                     | Porsche 935/78          | Porsche 3.2L Turbo Flat-6          | D      | 326    |
| 9                  | GTP 3.0   | 72  | Jean Rondeau                             | Jean Rondeau Bernard Darniche Jacky Haran                          | Rondeau M378            | Cosworth DFV 3.0L V8               |        | 294    |
| 10                 | S +2.0    | 10  | Grand Touring Cars Inc.                  | Vern Schuppan Jacques Laffite Sam Posey                            | Mirage M9               | Renault 2.0L Turbo V6              | G      | 293    |
| 11                 | S 2.0     | 31  | ROC La Pierre du Nord                    | Michel Pignard Lucien Rossiaud Laurent Ferrier                     | Chevron B36             | ROC-Chrysler 2.0L I4               |        | 284    |
| 12                 | GT 3.0    | 66  | BP Racing Anne-Charlotte Verney          | Anne-Charlotte Verney Xavier Lapeyre François Sérvanin             | Porsche 911 Carrera RSR | Porsche 3.0L Flat-6                |        | 279    |
| 13                 | GTP 3.0   | 71  | André Chevalley Racing                   | André Chevalley François Trisconi                                  | Inaltera LM             | Cosworth DFV 3.0L V8               |        | 279    |
| 14                 | IMSA +2.5 | 97  | Charles Ivey Racing                      | Larry Perkins Gordon Spice John Rulon-Miller                       | Porsche 911 Carrera RSR | Porsche 3.0L Flat-6                |        | 278    |
| 15                 | S +2.0    | 8   | Alain de Cadenet                         | Alain de Cadenet Chris Craft                                       | De Cadenet-Lola LM      | Cosworth DFV 3.0L V8               |        | 273    |
| 16                 | IMSA +2.5 | 86  | North American Racing Team               | François Migault Lucien Guitteny                                   | Ferrari 365 GT4/BB      | Ferrari 4.9L Flat-12               | G      | 262    |
| 17                 | GT +3.0   | 62  | André Gahinet                            | Christian Bussi Jean-Claude Briavoine André Gahinet                | Porsche 934             | Porsche 3.0L Turbo Flat-6          |        | 259    |
| Nicht klassiert    |           |     |                                          |                                                                    |                         |                                    |        |        |
| 18                 | S 2.0     | 23  | Artos Francy Sauber PP AG                | Marc Surer Eugen Strähl Harry Blumer                               | Sauber C5               | BMW 2.0L I4                        | P      | 257    |
| 19                 | S 2.0     | 20  | C.H. Graeminger                          | Sandro Plastina Mario Luini Jean-Daniel Grandjean                  | Cheetah G601            | Cosworth BDG 2.0L I4               | G      | 250    |
| 20                 | GT 3.0    | 64  | Georges Bourdillat                       | Georges Bourdillat Alain-Michel Bernhard Jean-Luc Favresse         | Porsche 911 Carrera RSR | Porsche 3.0L Flat-6                |        | 241    |
| 21                 | S 2.0     | 25  | Team Pronuptia                           | Bruno Sotty Gérard Cuynet Jean-Claude Dufrey                       | Lola T294/6             | Cosworth FVC 1.9L I4               | G      | 238    |
| 22                 | S 2.0     | 24  | Team Pronuptia                           | Michel Elkoubi Pierre Yver Philippe Streiff                        | Lola T296               | Cosworth FVC 1.9L I4               | G      | 232    |
| 23                 | S 2.0     | 28  | Dominique Lacaud                         | Michel Lateste Jean-François Auboiron Dominique Lacaud             | Lola T297               | BMW 2.0L I4                        |        | 217    |
| 24                 | Gr.5 +2.0 | 25  | Porsche Kremer Racing                    | Louis Krages Dieter Schornstein Philippe Gurdjian                  | Porsche 935/77          | Porsche Type-935 3.0L Turbo Flat-6 | G      | 182    |
| 25                 | S 2.0     | 27  | Mogil Motors Ltd. with Kores Racing      | Tony Charnell Robin Smith Fréderic Alliot Richard Jones            | Chevron B31             | Cosworth BDG 2.0L I4               |        | 180    |
| Disqualifiziert    |           |     |                                          |                                                                    |                         |                                    |        |        |
| 26                 | S +2.0    | 12  | Simon Phillips Racing                    | Nick Faure John Beasley Simon Phillips Martin Raymond              | De Cadenet-Lola T380    | Cosworth DFV 3.0L V8               |        | 99     |
| Ausgefallen        |           |     |                                          |                                                                    |                         |                                    |        |        |
| 27                 | S +2.0    | 1   | Renault Sport                            | Jean-Pierre Jabouille Patrick Depailler                            | Renault Alpine A443     | Renault 2.0L Turbo V6              | M      | 279    |
| 28                 | S +2.0    | 5   | Martini Racing Porsche System            | Jacky Ickx Henri Pescarolo Jochen Mass                             | Porsche 936/78          | Porsche Type-935 2.1L Turbo Flat-6 | D      | 255    |
| 29                 | IMSA +2.5 | 88  | Pozzi-Thompson JMS                       | Jean-Claude Andruet Spartaco Dini                                  | Ferrari 512 BB          | Ferrari 4.9L Flat-12               | M      | 251    |
| 30                 | IMSA +2.5 | 87  | Luigi Chinetti                           | Jacques Guérin Jean-Pierre Delauney Gregg Young                    | Ferrari 512 BB          | Ferrari 4.9L Flat-12               |        | 232    |
| 31                 | IMSA +2.5 | 89  | Pozzi-Thompson JMS                       | Claude Ballot-Léna Jean-Louis Lafosse                              | Ferrari 512 BB          | Ferrari 4.9L Flat-12               | M      | 218    |
| 32                 | S +2.0    | 19  | IBEC Racing Developments, Ltd.           | Guy Edwards Ian Grob                                               | Ibec-Hesketh 308LM      | Cosworth DFV 3.0L V8               | G      | 195    |
| 33                 | S 2.0     | 30  | ROC La Pierre du Nord                    | Jacques Henry Albert Dufréne Max Cohen-Olivar                      | Chevron B36             | ROC-Chrysler 2.0L I4               |        | 195    |
| 34                 | GTP +3.0  | 78  | WM A.E.R.E.M. Esso Aseptogyl             | Christian Debias Xavier Mathiot Marc Sourd                         | WM P78                  | Peugeot PRV 2.7L Turbo V6          |        | 186    |
| 35                 | GTP 3.0   | 76  | WM A.E.R.E.M. Esso Aseptogyl             | Christine Dacremont Marianne Hoepfner                              | WM P76                  | Peugeot PRV 2.7L V6                |        | 171    |
| 36                 | GT +3.0   | 68  | Hervé Poulain                            | Edgar Dören Gerhard Holup Hervé Poulain Romain Feitler             | Porsche 934             | Porsche 3.0L Turbo Flat-6          | G      | 167    |
| 37                 | S +2.0    | 3   | Renault Sport                            | Derek Bell Jean-Pierre Jarier                                      | Renault Alpine A442A    | Renault 2.0L Turbo V6              | M      | 162    |
| 38                 | IMSA +2.5 | 91  | Dick Barbour Racing                      | Bob Garretson Steve Earle Bob Akin                                 | Porsche 935/77          | Porsche Type-935 3.0L Turbo Flat-6 | G      | 159    |
| 39                 | S 2.0     | 29  | ROC Modylook                             | Michel Dubois Daniel Gache Julien Sanchez                          | Chevron B36             | ROC-Chrysler 2.0L I4               |        | 142    |
| 40                 | Gr.5 +2.0 | 48  | Haberthur Mecarillos-Cégécol Racing Team | Herbert Müller Claude Haldi Nick McGranger                         | Porsche 935/76          | Porsche Type-935 3.0L Turbo Flat-6 |        | 140    |
| 41                 | S 2.0     | 26  | G.V.E.A.                                 | Georges Morand Eric Vaugnat Christian Blanc                        | Lola T296               | Cosworth BDG 2.0L I4               |        | 130    |
| 42                 | S 2.0     | 21  | Jean-Marie Lemerle                       | Jean-Marie Lemerle Alain Levié Pierre-François Rousselot           | Lola T294               | ROC-Chrysler 2.0L I4               |        | 126    |
| 43                 | GT 3.0    | 65  | Joël Laplacette                          | Antoine Salamin Gérard Vial Yves Courage Joël Laplacette           | Porsche 930             | Porsche 3.3L Turbo Flat-6          |        | 116    |
| 44                 | S 2.0     | 34  | BMW Great Britain                        | Dieter Quester Tom Walkinshaw Rad Dougall                          | Osella PA6              | BMW 2.0L I4                        | P      | 113    |
| 45                 | S 2.0     | 32  | Dorset Racing Associates with Kelly Girl | Ian Harrower Tony Birchenhough Juliette Slaughter Brian Joscelyn   | Lola T294               | Cosworth FVC 2.0L I4               |        | 61     |
| 46                 | GT +3.0   | 61  | Auto Daniel Urcun                        | Guy Chasseuil Jean-Claude Lefèbvre Marcel Mignot                   | Porsche 934             | Porsche 3.0L Turbo Flat-6          |        | 61     |
| 47                 | GTP +3.0  | 77  | WM A.E.R.E.M. Esso Aseptogyl             | Jean-Daniel Raulet Max Mamers                                      | WM P77                  | Peugeot PRV 2.7L Turbo V6          |        | 44     |
| 48                 | Gr.5 +2.0 | 94  | Whittington Bros. Racing                 | Don Whittington Bill Whittington Franz Konrad                      | Porsche 935/77          | Porsche Type-935 3.0L Turbo Flat-6 | G      | 41     |
| 49                 | IMSA +2.5 | 85  | Ecurie Francorchamps                     | Teddy Pilette Jean Blaton Raymond Touroul                          | Ferrari 512 BB          | Ferrari 4.9L Flat-12               |        | 39     |
| 50                 | GT +3.0   | 69  | Ravenel Frères                           | Willy Braillard Philippe Dagoreau Jean-Louis Ravenel Jacky Ravenel | Porsche 934             | Porsche 3.0L Turbo Flat-6          |        | 35     |
| 51                 | Gr.5 +2.0 | 46  | Porsche Kremer Racing                    | Martin Raymond Jean-Pierre Wielemanns Mike Franey                  | Porsche 935/77          | Porsche Type-935 3.0L Turbo Flat-6 | G      | 34     |
| 52                 | S +2.0    | 11  | Grand Touring Cars Inc.                  | Sam Posey Michel Leclère                                           | Mirage M9               | Renault 2.0L Turbo V6              | G      | 33     |
| 53                 | IMSA +2.5 | 84  | Brad Frisselle Racing                    | Brad Frisselle Robert Kirby John Hotchkis                          | Chevrolet Monza         | Chevrolet 5.7L V8                  | G      | 30     |
| 54                 | S 2.0     | 33  | Dorset Racing Associates                 | Bob Evans Martin Birrane Richard Down Richard Bond                 | Lola T294               | Cosworth FVC 2.0L I4               |        | 23     |
| 55                 | Gr.5 +2.0 | 47  | Weisberg Gelo Racing Team                | John Fitzpatrick Toine Hezemans Klaus Ludwig                       | Porsche 935/77          | Porsche Type-935 3.0L Turbo Flat-6 | G      | 19     |
| Nicht qualifiziert |           |     |                                          |                                                                    |                         |                                    |        |        |
| 56                 | Gr.4      | 60  | Haberthur Mecarillos Racing Team         | Gérard Belyni Roland Ennequin Simon de Latour                      | Porsche 934             | Porsche 3.0L Turbo Flat-6          |        | 1      |
| 57                 | Gr.4      | 63  | Christian Gouttepifre                    | Christian Gouttepifre Robert Boubet Raymond Touroul                | Porsche 911 Carrera RS  | Porsche 3.0L Flat-6                |        | 2      |
| Reserve            |           |     |                                          |                                                                    |                         |                                    |        |        |
| 58                 | S +2.0    | 9   | Alain de Cadenet                         | Peter Lovett John Cooper Bob Evans                                 | De Cadenet LM76         | Cosworth DFV 3.0L V8               |        | 3      |
| 59                 | S +2.0    | 14  | Toj BP Racing                            | Jörg Obermoser Guy Chasseuil Hubert Striebig                       | Toj SC303               | Cosworth DFV 3.0L V8               |        | 4      |
| 60                 | S +2.0    | 22  | L’Agence Locomotiv                       | Jean-Claude Guérie Anna Cambiaghi Martine Rénier                   | Lola T296               | ROC-Chrysler 2.0L I4               |        | 5      |
| 61                 | Gr.5      | 40  | AMG Motorenbau GmbH                      | Clemens Schickentanz Hans Heyer                                    | Mercedes-Benz 450 SLC   |                                    |        | 6      |
| 62                 | Gr.4      | 73  | Bernard Decure                           | Guy de Saint-Pierre Marcel Mignot                                  | Alpine A310             |                                    |        | 7      |
| 63                 | IMSA      | 96  | Garage du Bac                            | Jean-Claude Depince Alain Cudini Pierre Dieudonné                  | BMW 3.5 CSL             |                                    |        | 8      |
| 64                 | IMSA      | 98  | Thierry Perrier                          | Thierry Perrier Jean Beliard Joël Mouetron                         | Porsche Carrera 911 RS  |                                    |        | 9      |

1 nicht qualifiziert
2 nicht qualifiziert
3 Reserve
4 Reserve
5 Reserve
6 Reserve
7 Reserve
8 Reserve
9 Reserve

### Nur in der Meldeliste
Hier finden sich Teams, Fahrer und Fahrzeuge die ursprünglich für das Rennen gemeldet waren, aber aus den unterschiedlichsten Gründen daran nicht teilnahmen.
| Pos. | Klasse   | Nr. | Team                             | Fahrer                       | Chassis         | Motor                              | Reifen |
| ---- | -------- | --- | -------------------------------- | ---------------------------- | --------------- | ---------------------------------- | ------ |
| 65   | Gruppe 5 | 42  | Konrad Racing                    | Franz Konrad Volkert Merl    | Porsche 935/77A | Porsche Type-935 3.0L Turbo Flat-6 |        |
| 66   | Gruppe 5 | 50  | Morfe Racing with Polaroof       | Richard Jenvey John Morrison | Lotus Esprit S1 | Ford 2.0L I4                       |        |
| 67   | GTP      | 70  | Robin Hamilton                   | Robin Hamilton Dave Preece   | Aston Martin AM | Aston Martin 5.4L V8               |        |
| 68   | IMSA     | 92  | Holly Cars LSA                   |                              | Porsche 934     | Porsche 3.0L Turbo Flat-6          |        |
| 69   | IMSA     |     | BMW Racing with Toleman Delivery | Ted Toleman                  | BMW 3.0 CSL     | BMW 3.0L I6                        |        |
| 70   | Gruppe 5 |     | Hervé Poulain                    | Hervé Poulain                | BMW 320i        |                                    |        |
| 71   | Gruppe 4 |     | Luigi Chinetti                   |                              | Ferrari 308 GTB | Ferrari 3.0L V8                    |        |
| 72   | Gruppe 4 |     | Florian Vetsch                   | Florian Vetsch               | Ferrari 308 GTB | Ferrari 3.0L V8                    |        |
| 73   | Gruppe 4 |     | Ecurie Grand Competition Cars    |                              | Ferrari 512 BB  | Ferrari 4.9L Flat-12               |        |
| 73   | Gruppe 4 |     | L’Agence Locomotiv               |                              | Chevron B36     | ROC-Chrysler 2.0L I4               |        |

### Klassensieger
| Klasse                      | Fahrer                | Fahrer           | Fahrer            | Fahrzeug                | Platzierung im Gesamtklassement |
| --------------------------- | --------------------- | ---------------- | ----------------- | ----------------------- | ------------------------------- |
| Index of Thermal Efficiency | Bob Wollek            | Jürgen Barth     | Jacky Ickx        | Porsche 936/78          | Rang 2                          |
| Sportwagen über 2000 cm³    | Jean-Pierre Jaussaud  | Didier Pironi    |                   | Renault Alpine A442B    | Gesamtsieg                      |
| Sportwagen bis 2000 cm³     | Michel Pignard        | Lucien Rossiaud  | Laurent Ferrier   | Chevron B36             | Rang 11                         |
| Gruppe 5 über 2000 cm³      | Jim Busby             | Chris Cord       | Rick Knoop        | Porsche 935/77          | Rang 6                          |
| GT                          | Anne-Charlotte Verney | Xavier Lapeyre   | François Sérvanin | Porsche 911 Carrera RSR | Rang 12                         |
| GTP                         | Jean Rondeau          | Bernard Darniche | Jacky Haran       | Rondeau M378            | Rang 9                          |
| IMSA                        | Brian Redman          | Jim Barbour      | Jean Paul sr.     | Porsche 935/77          | Rang 5                          |

### Renndaten
- Gemeldet: 74
- Gestartet: 55
- Gewertet: 17
- Rennklassen: 7
- Zuschauer: 150.000
- Ehrenstarter des Rennens: Raymond Poulidor, französischer Radrennfahrer
- Wetter am Rennwochenende: warm und sonnig
- Streckenlänge: 13,640 km
- Fahrzeit des Siegerteams: 24:00:00,000 Stunden
- Gesamtrunden des Siegerteams: 370
- Distanz des Siegerteams: 5044,530 km
- Siegerschnitt: 210,188 km/h
- Pole Position: Jacky Ickx – Porsche 936 (#6) – 3.27.060 = 236,531 km/h
- Schnellste Rennrunde: Jean-Pierre Jabouille – Alpine A443 (#1) – 3.34.200 = 229,244 km/h
- Rennserie: 8. Lauf zur Sportwagen-Weltmeisterschaft 1978